# The Smurfs: The Legend Of Smurfy Hollow
The Smurfs: The Legend of Smurfy Hollow es un cortometraje de dibujos animados estadounidense. Se trata de un corto de animación basado en la serie de tebeos Los Pitufos que creó el autor de tiras cómicas Peyo, de origen belga. El cortometraje fue escrito por Todd Berger y dirigido por Stephan Franck. Además, cuenta con las voces de Melissa Sturm, Fred Armisen, Anton Yelchin, Alan Cumming y Hank Azaria. La película es una producción de Sony Pictures Animation y la animación corre a cargo de Sony Pictures y Duck Studios. Los Pitufos: La leyenda de Smurfy Hollow salió a la venta en DVD el 10 de septiembre de 2013. La película está inspirada, en términos generales, en el breve relato de Washington Irving titulado La leyenda de Sleepy Hollow.

## Argumento
El relato comienza cuando Pitufo Fortachón, Pitufo Tontín y Pitufo Miedoso están fuera en el bosque por la noche con una carretilla llena de fresas salvajes a la que se le ha estropeado una rueda. Al no poder arreglarla, los tres juntos se sientan alrededor de una hoguera cuando, de pronto, a Pitufo Tontín se le ocurre la idea de contar una historia de miedo para matar el tiempo. Pitufo Narrador se une entonces a los tres Pitufos y cuenta su propio relato.
En la historia de Pitufo Narrador, los Pitufos se acercan a Papá Pitufo para anunciar el concurso de cosecha de fresas salvajes, en el que se llevarán una medalla los Pitufos que recolecten más fresas de este tipo. Pitufo Filósofo aparece en el punto de encuentro con múltiples medallas que había ganado otros años, presumiendo de que también iba a ganar la medalla de este año. Todos los Pitufos cogen sus cubos y después van al bosque a por fresas salvajes. Pitufo Valiente sigue a Pitufo Filósofo para averiguar de dónde había estado sacando todas las fresas salvajes para ganar el concurso. Gracias a ello, descubre que están en un lugar llamado Smurfy Hollow, una zona en la que reside el legendario Jinete sin cabeza, donde hay un terreno secreto de fresas salvajes en el que crecen abundantemente. Pitufo Valiente decide darle un susto a Pitufo Filósofo y, para ello, crea una sombra del Jinete, que hace que el Pitufo cuatro ojos salga corriendo de miedo. Sin embargo, mientras que Pitufo Valiente aprovecha esta oportunidad para recoger más fresas salvajes en el terreno secreto, Pitufo Filósofo cae en una trampa tendida por el malvado mago Gargamel.  
Cuando acaba el concurso y los Pitufos ya han aparecido con sus cubos con vistas a que Papá Pitufo los valore y anuncie el nombre del ganador, Pitufo Valiente se presenta con un cubo repleto de fresas salvajes y, por tanto, se le nombra ganador. Sin embargo, Pitufo Sospechoso empieza a preguntarse dónde está Pitufo Filósofo, ya que no ha aparecido con su cubo de fresas salvajes. Al darse cuenta de que le podían pillar por hacer trampas, Pitufo Valiente se va al bosque solo para encontrar a Pitufo Filósofo, pero enseguida se le une Pitufina, que descubre, gracias a Pitufo Valiente, que Pitufo Filósofo está en Smurfy Hollow. Ambos salen y se encuentran a Pitufo Filósofo en una jaula trampa tendida por Gargamel, pero, poco después, ellos también caen en otras jaulas trampa. Azrael, que estaba merodeando por el bosque, advierte enseguida la presencia de los Pitufos y va a avisar a su amo de que los Pitufos han sido capturados.
Pitufo Valiente, Pitufo Filósofo y Pitufina idean un plan para conseguir salir de las jaulas por sí solos, y pronto Pitufo Valiente se balancea repetidamente hasta conseguir darle un golpe a la jaula de Pitufo Filósofo, que a su vez golpea la de Pitufina. De este modo, las jaulas empiezan a golpearse entre ellas hasta que las de Pitufo Valiente y Pitufo Filósofo se rompen y salen liberados. Sin embargo, Pitufina aún está atrapada en la jaula y Pitufo Valiente y Pitufo Filósofo intentan averiguar cómo sacarla de ahí. Justo entonces, Gargamel aparece con Azrael, por lo que los Pitufos intentan ocultarse mientras el malvado mago Gargamel abre la jaula para encargarse de la Pitufa, todavía secuestrada.
Pero más adelante estos cinco tienen un nuevo problema al que enfrentarse: la presencia del Jinete sin cabeza, que cabalga por ahí buscando a sus próximas víctimas. Empiezan a correr para salvar sus vidas hacia el puente cubierto, del cual las leyendas dicen que es lo único que mantiene al Jinete sin cabeza atrapado en Smurfy Hollow. Pero como los Pitufos ven que no van a llegar al puente a tiempo para escapar del Jinete sin cabeza, se montan en la espalda de un murciélago y vuelan hasta lo más alto del puente, donde están a salvo del alcance del espectro. En seguida, Gargamel y Azrael llegan sanos y salvos al puente cubierto, por el que el Jinete no puede pasar. Una vez allí dentro, el malvado mago se burla del fantasma, este responde tirándoles una calabaza en llamas que hace que el suelo se rompa y que el malvado mago y su gato caigan al río por las cascadas. 
Mientras los tres Pitufos regresan a casa sanos y salvos, Valiente y Filósofo se disculpan el uno con el otro por lo que se habían hecho. Valiente admite estar celoso de Filósofo por ser siempre el que gana y Filósofo es consciente del egoísmo que manifiesta al guardar la insignia secreta de las pitufresas para sí. Contento de ver que dos de sus Pitufos han aprendido la lección, Papá Pitufo procede a recompensar a Valiente con una medalla, pero Valiente decide dársela a Filósofo, que insiste en que Valiente es quien debería tenerla. Ambos Pitufos discuten por quedarse con la medalla cuando, de repente, esta sale volando de sus manos y cae dando vueltas sobre el cuello de Perezoso, que resulta ganador. Mientras los Pitufos están reunidos en el escenario viendo a Valiente y a Filósofo bailar juntos, Papá Pitufo se adentra en el bosque para dar las gracias al Jinete sin cabeza, que resulta ser una cabra sobre la que había utilizado su magia para que pareciese un fantasma. 
Al acabar la historia del fantasma del Pitufo Narrador, Fortachón presume de que no estaba asustado pero, de pronto, se lo ve saltando en brazos de Pitufo Narrador al oír el chillido de un murciélago. Miedoso ve que están rodeados por murciélagos, lo que asusta a los cuatro Pitufos y los envía corriendo de vuelta al pueblo.

## Reparto
| Personaje               | Actor de voz Estados Unidos | Actor de doblaje México | Actor de doblaje España |
| ----------------------- | --------------------------- | ----------------------- | ----------------------- |
| Papá Pitufo             | Jack Angel                  | Armando Réndiz          | Jordi Royo              |
| Pitufina                | Melissa Sturm               | Toni Rodríguez          | Isabel Valls            |
| Pitufo Tontín           | Anton Yelchin               | Víctor Ugarte           | Jaume Aguiló            |
| Pitufo Miedoso          | Adam Wylie                  | Moisés Iván Mora        | Ángel de Gracia         |
| Pitufo Fortachón        | Gary Basaraba               | Óscar Flores            | Ángel del Río           |
| Pitufo Narrador         | Tom Kane                    | Rubén Moya              | Miguel Ángel Jenner     |
| Pitufo Filósofo         | Fred Armisen                | Héctor Emmanuel Gómez   | Carlos Lladó            |
| Pitufo Valiente / Bravo | Alan Cumming                | Raúl Anaya              | Francesc Belda          |
| Pitufo Vanidoso         | John Oliver                 | Ricardo Tejedo          | Marc Zanni              |
| Gargamel                | Hank Azaria                 | Germán Fabregat         | Domenech Farell         |
| Azrael                  | Frank Welker                | Daniel Lacy             |                         |

## Estreno
La película se estrenó el 11 de junio de 2013 en el Festival Internacional de Cine de Animación de Annecy. El filme salió a la venta en DVD el 10 de septiembre de 2013. ABC Family emitió el estreno de la película en televisión el 27 de octubre de 2013.

## Producción
En septiembre de 2013, en una entrevista con Entertainment Tonight, el director de la película, Stephan Franck, habló sobre qué le motivó para dirigir la película, expresando lo siguiente: «Mi afecto por esta historia es el verdadero motivo. Su argumento, los colores, los toques de miedo, eso es lo que realmente me atrajo de este trabajo; traer un poco de ese misterio que puede apreciarse en los libros al universo de los Pitufos. Creo que hay un talento artístico en el otoño, los colores son realmente inspiradores». Stephan Franck también dio su opinión sobre el film, alegando lo siguiente: «No queríamos hacer algo muy aterrador, como en la versión de Tim Burton (de Sleepy Hollow), porque va dirigida a otra audiencia. El objetivo era hacerla fantasmagórica, un fantasma de los que brillan en la oscuridad; da miedo, y aporta mucha intensidad visual, pero no tiene la oscuridad de algo que no sería adecuado para nuestra audiencia».
En septiembre de 2013, esta vez en una entrevista con The Huffington Post, Stephan Franck explicó por qué se empleó una animación hecha a mano en la película, y comentó lo siguiente: «No me malinterpretes. El equipo de Culver City es genial creando Pitufos por ordenador. Pero cuando era pequeño, los Pitufos que veía en la televisión los sábados por la mañana estaban dibujados a mano. Y pensé que, tras el éxito de Sony con sus dos películas de los Pitufos animadas por ordenador, sería interesante para nosotros probar algo más de la vieja escuela. Devolver a los Pitufos a sus raíces, si así lo prefieres».
También contó que la animadora de Disney Mary Blair inspiró parte de la animación de la película: «Mary era una experta a la hora de mezclar formas atrevidas y colores. Y puesto que la historia se ambienta en el otoño, una estación que adoro, los atrevidos colores que pueden verse en las hojas durante esta época del año me hicieron pensar que un acercamiento al estilo de Mary Blair en el diseño de toda la producción era una elección natural. Además, dada la versión de Disney de la leyenda de Sleepy Hollow con el diseño de Mary Blair de finales de los 40, parecía adecuado que el trabajo de Blair sirviera también como influencia para Smurfy Hollow. Por eso pedí a mi diseñador de producción, Sean Eckols, que explorara esta idea; y actuó a la perfección».
Por otro lado, explicó por qué quería convertir el cortometraje en una celebración de los dibujos animados a mano alzada. «Tienes que entender que crecí leyendo Los Pitufos. También me gustaban los dibujos que hacían los sábados por la mañana. Sentí que no hizo justicia a los dibujos tan perfectos que vi en los cómics y en las historietas de los Pitufos. Es por esto por lo que realmente quería hacer que esta película fuera una producción principalmente dibujada a mano. Así, al final, podría ver a los personajes como siempre había pensado que podían ser. Una vez que esto fuese real, serían personajes animados de forma tradicional. Por esto fue bueno recibir la reacción que recibimos en Annecy. La audiencia, que nunca antes había visto a estos personajes de animación dibujados a mano tan logrados, dio mucho apoyo a la producción de La leyenda de Smurfy Hollow».
También destacó que quienes llevaron a cabo la animación de los Pitufos creados por ordenador eran los mismos que produjeron Los Pitufos. «El equipo hizo un gran trabajo al crear la base sobre la que se levantó Smurfy Hollow. Es complicado crear una transición desde los Pitufos animados por ordenador que todo el mundo conoce a los animados a mano alzada que pretendíamos conseguir en este proyecto. Y es de gran admiración que los artistas y los técnicos que trabajan en Sony Pictures Animation consiguieran que el proyecto diese tan buenos resultados, ya que el calendario de producción era extremadamente corto. Lo hicimos todo en menos de un año, incluso durante los descansos que teníamos en Los Pitufos 2 nos dedicábamos a la producción por ordenador de este proyecto».
Asimismo, indicó que la película constituye una conmemoración de los cómics y las historietas originales de los Pitufos. «Cuando el equipo en Sony Pictures Animation comenzó a trabajar en Los Pitufos: La leyenda de Smurfy Hollow, todos compartimos con agradecimiento una visión muy firme de la clase de película que queríamos que fuera. Esto fue una celebración de los cómics originales y de las historietas de los Pitufos que utilizaron la animación tradicional a mano como una forma de recuperar todo el trabajo de línea y el diseño. Y, como alguien que comenzó su carrera en 2D, me enorgullece que esta edición especial saliera tan bien».

## Respuesta de la crítica
Los Pitufos: La leyenda de Smurfy Hollow recibió valoraciones positivas por parte de los críticos. Ed Liu, autor de Toon Zone, elogió la película y reconoció que La leyenda de Smurfy Hollow está animada de una forma excepcional. No habría reprochado a Sony el hecho de escatimar en gastos en este especial, pero es evidente que disponían de un presupuesto escaso con el que trabajar y cada céntimo de este se muestra en la pantalla. Obras como La leyenda de Korra o La Joven Liga de la Justicia le sirven como referencia para encontrar animación dibujada a mano con la que poder establecer comparaciones. Aun así, considero que esas dos series de acción no están a la altura de La leyenda de Smurfy Hollow. Es sorprendente que hayan podido hacer un especial tan conseguido. Supongo que este logro ha repercutido de manera positiva en la impresión que me ha causado el filme. El relato de Smurfy Hollow no es una obra de gran envergadura, pero está extraordinariamente bien hecha. El efecto que produce ver el celuloide se podría comparar con la sensación que experimentamos al saborear un delicioso mousse de chocolate: al principio casi tan ligero como el aire cuando desciende pero cuán sustancioso al final. El sencillo relato se narra con un tono apacible pero no hasta el punto de resultar sentimental o empalagoso (esto es algo que no siempre conseguía el programa de televisión de Hanna-Barbera), y aunque en ocasiones pueda presentar un estilo más bien familiar, está tan bien elaborada que este aspecto no se considera relevante.
Greg Ehrbar, de Indie Wire, hizo una valoración positiva del cortometraje y comentó: «La animación por ordenador de las escenas dibujadas se muestra tan rica y detallada como la de la última película (y es probable que se diseñaran dichas escenas a partir de elementos tomados de esa producción)». Estos segmentos son dimensionales y se confunden con «el mundo real», por así decirlo. Pero cuando la animación de celdas emerge en la pantalla de alta definición, tiene una luminiscencia que te recuerda por qué es única esta técnica. Los vivos colores primarios, la increíble escenografía y los ángulos variados parecen estar haciendo una «defensa» de la animación tradicional. Es poco probable que esta comparación no fuera el propósito, aunque no sugiere necesariamente que una forma de abordarla sea mejor que la otra, solo que son radicalmente diferentes.